# 贝弗里奇报告

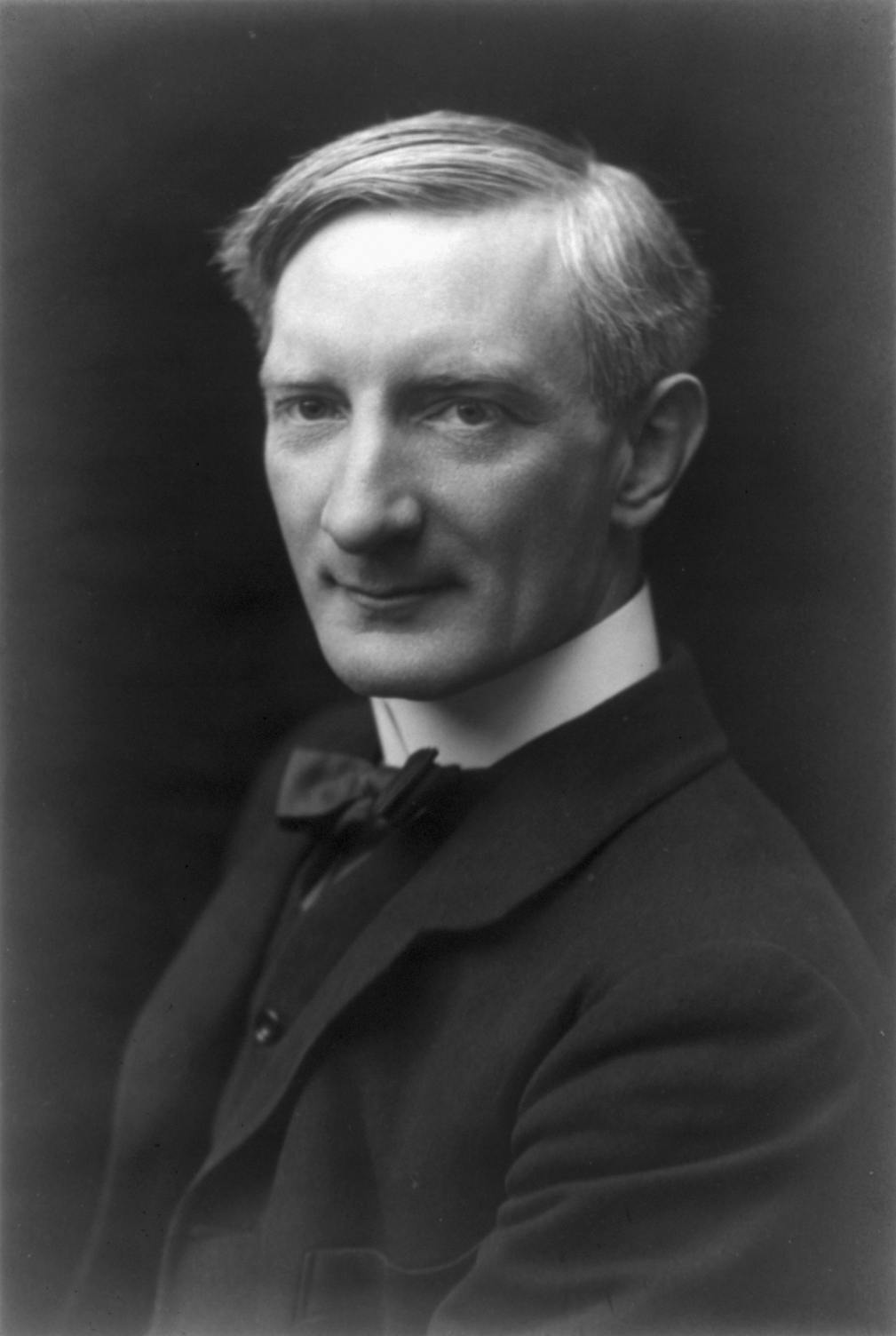
威廉·贝弗里奇

《社会保险和相关服务》，即所谓的《贝弗里奇报告》（英語：Beveridge Report），是对英国社会保障制度诞生及福利国家建立起到重要作用的报告。《贝弗里奇报告》发表于1942年11月，由英国著名经济学家威廉·贝弗里奇编写。此报告在第二次世界大战期间工党和保守党达成“贵族义务”和“共识政治”的背景下应运而生，设计了一整套“从摇篮到坟墓”的公民社会福利制度，为全英国所有公民提供了医疗、就业、养老和其它福利保障。

## 背景
1940年代，第二次世界大战期间，工党与保守党处于合作状态。1941年6月10日，时任下院议员、不管部大臣的亚瑟·格林伍德，宣布成立一个跨部门委员会对英国社会保险和相关服务进行全面调查。
委员会的目的是对现有国家社会保险及相关服务计划（包括工伤补偿）进行调查，尤其是各计划间的相互联系，并提供政策建议。
其成员来自内政部，劳动和国家服务部，养老金部，政府精算部，卫生部，财政部，战后重建秘书处，海关总署，援助委员会，苏格兰卫生部，社会团体登记处和工业保障专员办公室。

## 政策建议
报告所提出的建议遵循三条指导性原则：
1. 未来的改革方案不应囿于由既往经验总结出的“局部利益”，“世界历史上的革命性时代需要的是革命，而不是修修补补”
2. 社会保险仅仅是“促进社会进步的综合政策体系”中的一部分，而这条道路上所面临的五个重大问题为贫困、疾病、无知、肮脏和懒惰。
3. 社会保障政策“必须通过国家和个人的合作来实现”，由国家负责确保服务的供给和运行。为免于妨碍个人激励、寻找机会、承担责任，国家应仅提供最低限度的生活保障，为个人和家庭谋求更好的生活水平保留空间。

贝弗里奇反对依据家庭收入状况调查的结果发放福利。他的方案中，所有人以统一费率缴纳社会保险费，并以统一比率享受福利待遇。家庭收入状况调查仅作为很次要的部分出现，因为其会导致贫困人群面临较高的边际税率（所谓“贫困陷阱”）。

## 反响
1942年11月16日，由布伦丹·布雷肯发起，内阁就是否以白皮书形式发布贝弗里奇报告进行辩论。财政大臣金斯利·伍德爵士认为报告“涉及不切实际的经济举措”，应当推迟发表。然而，11月26日内阁决定于12月2日公开发布报告。
国内情报部调查发现报告被“所有社群、所有政见的人一致接受与赞扬”，并被视为“将新世界理想付诸实践的首次尝试”。在报告发布半个月后的一次调查中，英国舆情处发现95%的受访者听说过贝弗里奇报告，对报告表现出了强烈兴趣，主要的批评是养老金还不够高，同时人们普遍认为应该着手实施报告所建议的改革。
《泰晤士报》评论道“这一划时代的文献必将对英国的社会改革产生切实且深远的影响”。《曼彻斯特卫报》称其为“一件大好事”。《每日电讯报》认为这是对1911年大卫·劳合·乔治肇始的社会革命的继承和完善。坎特伯雷大主教威廉·坦普赞扬其为“首次于法案中体现了基督教的全部精神”。
国会定于1943年2月就报告进行辩论，因此内阁任命枢密大臣约翰·安德森爵士主持一个委员会，就报告内容及政府在辩论中的立场进行考察。下院辩论中，政府宣布其不会立即着手实施报告所建议的改革。由45位保守党议员组成的托利改革委员会要求立即成立社会保障部。在辩论结束时，97名工党议员，11名独立人士，9名自由党，3名独立工党党员和1名共产党人对政府投了反对票。国内情报部调查发现，辩论后部分左派民众感到失望，但不少人认为政府等到战后的经济状况明了再作出决定是明智的。 英国民意研究所的民意测验发现29％的人对政府的态度感到满意，47％不满意，24％不知道。
1943年3月21日，温斯顿·丘吉尔做了题为《战后》的广播演说，他警告民众“不要对国家抱有不切实际的幻想”，并谈及将向选民发布的战后重建的四年计划，包括五到六个重大举措，由新一届政府负责实施。计划中的改革有：面向全体公民的国家强制保险，提供从摇篮到坟墓的保障；通过国家经济平衡手段，逐步消除失业；拓展国有部门；建设新的公屋；教育改革；大幅增加医疗与卫生服务。 丘吉尔对于福利国家的建设持保留态度，他及保守党反对贝弗里奇报告的绝大部分内容，且在是否建立国民保健署的议题上投了反对票。
工党凭借着解决贝弗里奇报告所提出的社会五大罪的承诺赢得了1945年的大选。贝弗里奇的建议通过一系列法案得以实现（即国家保险法，国家援助法和国家卫生服务法），成为现代福利国家的基石。然而工党与贝弗里奇就提供关键社会服务中国家所扮演的角色存在分歧，工党领袖反对贝弗里奇通过当地卫生中心和区域医院管理机构运行的国家卫生服务机构，更倾向于建立大型国营机构。 面对这些来自工党领袖，包括欧内斯特·贝文的反对意见，贝弗里奇抱怨道“对于欧内斯特·贝文来说，他的工会背景是非技术工人，社会保险不如谈判工资来得重要”。贝文则嘲笑贝弗里奇报告为社会救助计划，并支持联合政府推迟实施改革（1943年2月，大量的工党普通议员不听号令，投票反对推迟改革，此事令贝文异常愤怒）。

## 战时改革
战争年代，工人的劳动条件和福利待遇大大改善，这为战后福利国家的建立铺平了道路。婴儿、儿童和生育服务得到拓展，譬如食品政策委员会（由副首相、工党领袖克莱门特·艾德礼主持）于1940年6月批准了向母亲及5岁以下儿童发放燃料和补贴牛奶。一个月后，教育部决定扩大学校免费午餐的覆盖范围。至1945年2月，73%的儿童能在学校喝到牛奶，而1940年7月只有50%。学校还会为学生提供免费的白喉疫苗接种。 此外，1944年颁布的乡镇规划法，考虑到很多地区遭受了轰炸袭击，授权地方政府清理贫民窟，并于同年通过“住房（临时住所）法”，拨款1.5亿英镑建设临时住所。
1940年，增设补充养老金以提高老人待遇。1943年，补充养老金和失业补助的领取比例和领取条件有了进一步改善。食品价格在1939年12月稳定下来，最初是作为临时措施，但在1940年8月成为永久性的，而牛奶和膳食均以补贴价格提供，或在有必要时免费提供。
1940年7月，财政拨款增加使得学校奶粉和膳食供应有所改善，一年内就餐数量增加了一倍，校园牛奶增加了50％。到1945年，大约33％的儿童在学校中吃饭，而在1940年，只有3.3％，而牛奶的比例则从约50％上升到约75％。在1940年，发起了一个国家牛奶计划，为所有5岁以下的儿童、母亲和孕妇提供一品脱牛奶，价格约为市价一半。到1944年，有资格的人中有95％参加了这项计划。政府的食品政策，优先群体如幼儿和母亲不仅享有牛奶等必需品，而且实际上也得到了其他日用品。战争中的疏散向很多英国上层阶级揭示了社会分化的程度。正如一位历史学家所指出的，疏散成为“战争社会史上最重要的课题，在于它向全体人民揭露了社会生活中的黑暗面”。
建立了紧急医院服务机构，为伤员提供了免费待遇（包括战争撤离人员），配给制度显著改善了贫困家庭的饮食状况。正如理查德·蒂特马斯所说，
“1938年英国三分之一的家庭长期营养不良，在1940年和1941年第一次充足饮食... 之后缺血性疾病，特别是婴儿死亡率急剧下降。”

## 实践
工党最终采纳了“贝弗里奇”提案，在他们1945年大选中取得胜利后，又实施了许多社会政策，使英国成为了福利国家。 这些法案包括“1945年家庭补助法”，“1946年国民保险（工业伤害）法令”，“1946年国民保险法”，“1946年国家卫生服务法”，“1947年养老金（增加）法”，“1949年房东与租客（租金管制）法”，“1948年国家保险（工伤）法”，“1949年国家保险法”。

## 延伸阅读
- Jefferys, Kevin (编). . Manchester: Manchester Univ. Press. 1994. ISBN 9780719039706.
- Addison, Paul. . London: Jonathan Cape. 1975. ISBN 9780224011594.
- Beveridge, Janet. . London: Hodder and Stoughton. 1954. OCLC 583217231.
- Harris, José.  2nd. Oxford: Clarendon Press. 1997. ISBN 9780198206859.
- Hills, John;  et al (编). . Oxford: Clarendon Press. 1994. ISBN 9780198288060.
- Timmins, Nicholas. . London: HarperCollins. 1995. ISBN 9780002553889.
- Abel‐Smith, Brian. . International Social Security Review. 1992, 45 (1-2): 5–16  [2017-06-25]. （原始内容存档于2017-08-28）.